# Ascanio Sobrero
Ascanio Sobrero (Casale Monferrato, 12 de outubro de 1812 — Turim, 26 de maio de 1888) foi um químico italiano, inventor da nitroglicerina, em 1847, e também do sobrerol.

## Histórico
Ascanio Sobrero foi assistente do seu professor Théophile-Jules Pelouze em Paris. Tornou-se depois professor de química e mudou-se para Turim, Itália. Numa das suas experiências ficou gravemente ferido no rosto, e considerou de imediato a nitroglicerina como um explosivo muito perigoso e difícil de controlar.
De início chamou ao seu invento piroglicerina, informando que sua utilização era perigosa e pouco controlável. Partilhou sua descoberta com outro químico seu amigo, Alfred Nobel, que viria a transformá-la em dinamite e beneficiar com a sua comercialização. Sobrero sentiu-se injustiçado pelo facto da família Nobel lhe ter roubado o invento. No entanto, Nobel mencionava claramente o nome de Sobrero como inventor da nitroglicerina.
Ascanio Sobrero morreu em 1888.